# Estonica

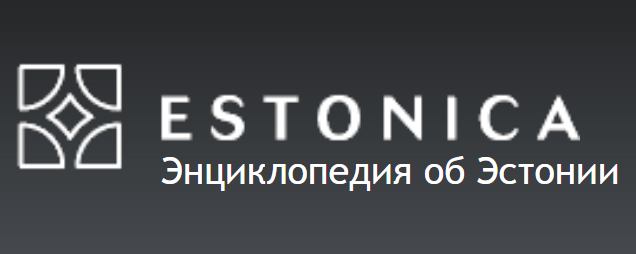
Logo de l'encyclopédie Estonica écrit en russe

Estonica est une encyclopédie contemporaine estonienne. Le projet est mis en œuvre par l’Institut estonien. Elle est rédigée en estonien, en russe et en anglais.